# Lago Aviemore
Lago Aviemore o Mahi Tikumu es un lago artificial ubicado en la Isla Sur de Nueva Zelanda, parte del esquema hidroeléctrico de Waitaki. El lago arriba es el Benmore y el lago abajo es el Waitiki. Aviemore está en ambos lados de la frontera entre los distritos Waimate y Waitaki.
Forma parte de la frontera tradicional entre las regiones de Canterbury y Otago, aunque oficialmente la frontera se ha trasladado al sur para incluir el lago, además del área entera del norte-oeste del Distrito de Waitiki en la Región de Canterbury. El asentimiento Otematata ubicado en State Highway 83 es al oeste del lago, y fue construido en 1958 como una base para la construcción de las represas de Aviemore y Benmore. Más cerca al lago está el pueblo antiguo de Wharekuri, que abarca Aviemore, que fue muy poblado durante los años 1860.
La Represa Aviemore, completado en 1968, es la más nueva de las tres represas del río Waitaki. Es construida de tierra y concreto.
Al continuar el curso sinoso del río después del lago, se encuentre Parsons Rock, nombrado por el reverendo J. C. Andrew, quien normalmente daba el sermón del día de Navidad allí. Hay una historia que dice que oro robado del Hotel Wharekuri fue escondido cerca de Parsons Rock. No se pudieron detener los sospechosos porque las autoridades no pudieron encontrar ningún dinero en el escondite.
En ambos Lagos de Aviemore y Benmore, se puede pescar salmón y trucha durante todo el año salvo en septiembre. Dos acontecimientos importantes tienen lugar en Lago Aviemore: la carrera de balandros de Aviemore y los Campeonatos de Windsurf.